# Broussard (Luisiana)
Broussard es una ciudad ubicada en las parroquias de Lafayette y St. Martin, en Luisiana, Estados Unidos. Según el censo de 2020, tiene una población de 13.417 habitantes.

## Geografía
La ciudad está ubicada en las coordenadas 30°8′27″N 91°57′22″O / 30.14083, -91.95611 (30.140831, -91.95606). Según la Oficina del Censo de los Estados Unidos, Broussard tiene una superficie total de 46.47 km², de la cual 46.37 km² corresponden a tierra firme y 0.10 km² es agua.

## Demografía
Según el censo de 2020, hay 13.417 personas residiendo en Broussard. La densidad de población es de 289,35 hab./km². El 73.9% son blancos, el 16% son afroamericanos, el 0.5% son amerindios, el 2% son asiáticos, el 1.3% son de otras razas y el 6.1% son de dos o más razas. Además, 4 habitantes se identificaron como isleños del Pacífico. El 5.2% son hispanos o latinos de cualquier raza.